# Montailleur
Montailleur ist eine französische Gemeinde mit 664 Einwohnern (Stand: 1. Januar 2022) im Département Savoie in der Region Auvergne-Rhône-Alpes (vor 2016 Rhône-Alpes). Montailleur gehört zum Kanton Albertville-2 im Arrondissement Albertville und ist Mitglied im Gemeindeverband Communauté d’agglomération Arlysère.

## Geografie
Montailleur liegt etwa 28 Kilometer ostnordöstlich von Chambéry und etwa zehn Kilometer südwestlich von Albertville an der Isère, die die südöstliche Grenze bildet. Umgeben wird Montailleur von den Nachbargemeinden Cléry im Norden, Saint-Vital im Osten und Nordosten, Sainte-Hélène-sur-Isère im Süden und Südosten, Aiton im Süden, Grésy-sur-Isère im Westen und Südwesten sowie École im Westen und Nordwesten. Die Gemeinde liegt innerhalb des Regionalen Naturparks Massif des Bauges.

## Bevölkerungsentwicklung
| Jahr                       | 1954 | 1962 | 1968 | 1975 | 1982 | 1990 | 1999 | 2006 | 2018 |
| -------------------------- | ---- | ---- | ---- | ---- | ---- | ---- | ---- | ---- | ---- |
| Einwohner                  | 509  | 432  | 431  | 367  | 410  | 477  | 588  | 576  | 679  |
| Quellen: Cassini und INSEE |      |      |      |      |      |      |      |      |      |

## Sehenswürdigkeiten

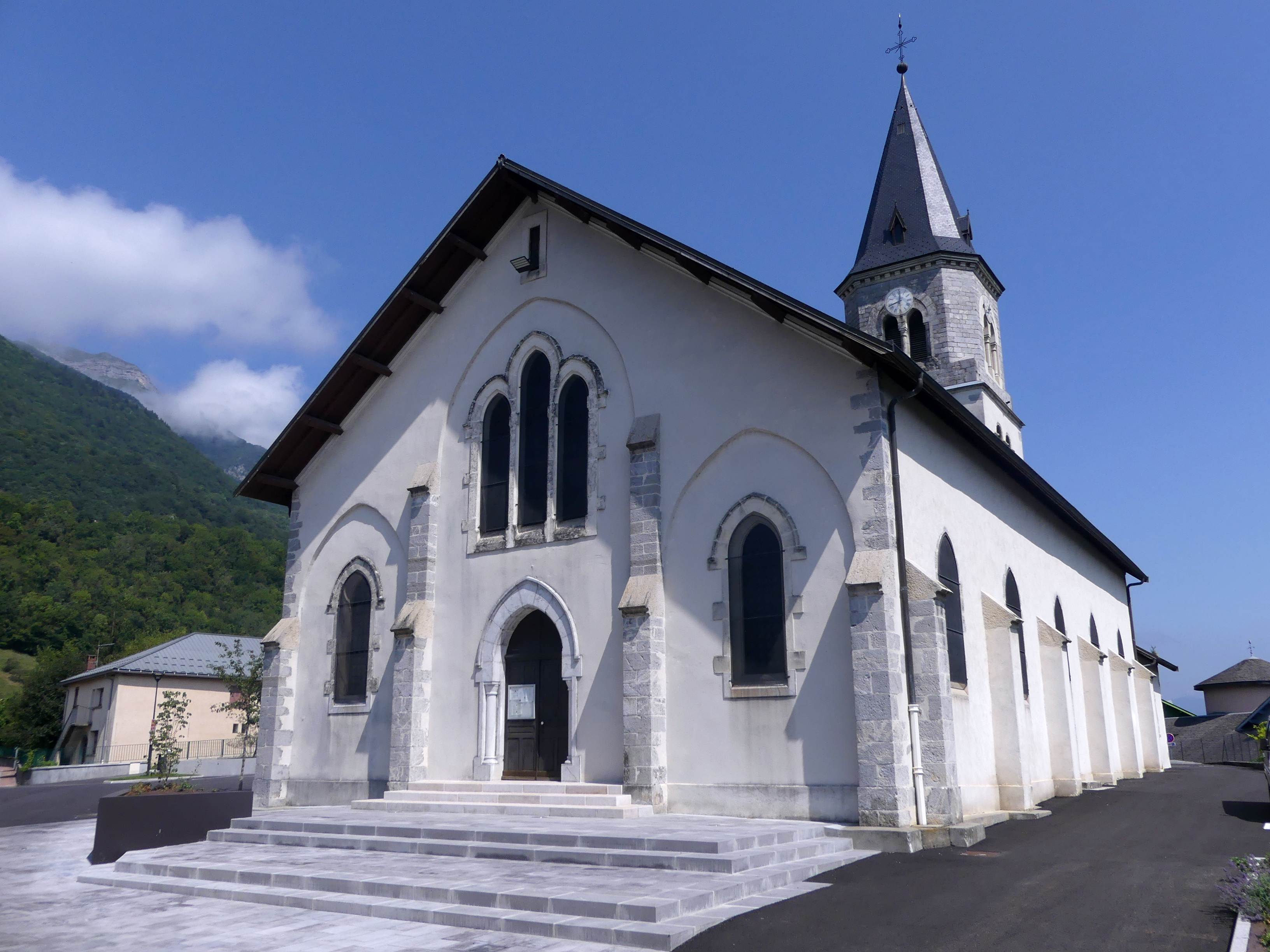
Kirche Saint-Maurice

- Kirche Saint-Maurice
- Kapelle Saint-Michel
- Schloss Montailleur